# Яновець (річка)
Янове́ць — річка в Українських Карпатах, у межах Тячівського району Закарпатської області. Ліва притока Мокрянки (басейн Тиси).

## Опис
Довжина 15 км, площа водозбірного басейну 57,8 км². Похил річки 62 м/км. Річка типово гірська. Долина повністю заліснена, вузька і глибока. Річище слабозвивисте.

## Розташування
Яновець бере початок при західних схилах гори Берть. Тече між горами масиву Привододільні Горгани переважно на південний захід. Впадає до Мокрянки в північно-західній частині села Руська Мокра.
Над річкою немає жодного населеного пункту.